# Organisation nationale des moudjahidine
 (février 2025).
L’Organisation nationale des moudjahidine (ONM) (en arabe : المنظمة الوطنية للمجاهدين) est une organisation de vétérans algériens, les moudjahidine de la guerre de libération. Elle a été créée en 1963.

## Historique
Au cours d'un congrès qui s'est tenu du 10 au 14 avril 1963, dans les locaux de la cité universitaire de Ben Aknoun à Alger, environ 70 000 moudjahidine et mutilés de guerre, provenant de quinze départements d'Algérie, se sont réunis. À l'issue de ces travaux, le comité suivant a été élu :
- Présidents d'honneur :
- Ahmed Ben Bella : Président du conseil des ministres ;
- Houari Boumédiène : Ministre de la Défense nationale ;
- Mohammedi Saïd : Ministre des Anciens Combattants et Victimes de la guerre ;
- Medeghri Hocine : Ministre de l'Intérieur ;
- Abdelaziz Bouteflika, Ministre de la Jeunesse et des Sports;
- Mohammed Seghir Nekache : Ministre de la Santè.
  - Secrétaire général coordinateur : Mohammed Lahmar ;
  - Secrétaire général adjoint : Nacer Benouaret ;
  - Trésorier : Brahim Derradji ;
  - Affaires sociales : Kamel Makhloufi ;
  - Informations : Hamdani Ahmed.

L'une des principales missions de ce comité est de rassembler tous les anciens moudjahidine et mutilés de guerre, ainsi que de promouvoir les idées fondamentales de la Révolution définies par la charte de Tripoli.

## Missions
- La préservation des intérêts moraux et matériels des retraités de l’Armée de libération nationale et de leurs ayants droit
- Identifier et accorder après enquête le statut de moudjahid
- Mobiliser les moyens nécessaires pour écrire l’histoire de la Révolution algérienne
- Collecter, rassembler et classer des milliers de témoignages de moudjahidine
- Organiser des séminaires et des rencontres sur l’ensemble du territoire national

## Prises de position
Le 12 février 2019, l'organisation réaffirme son soutien fidèle au chef de l'État, Abdelaziz Bouteflika, avant d'apporter moins d'un mois plus tard, le 6 mars, son soutien aux manifestations contre celui-ci.
Le 31 octobre 2019, l'organisation soutient la tenue d'élection présidentielle algérienne de 2019 le 12 décembre, mais ne cautionne aucun candidat et regrette que le Hirak n'ait pas proposé son propre candidat.
En mai 2021, le secrétaire général estime que « le sigle (FLN) doit être rangé pour l’histoire parce qu’il fait partie de l’histoire et de la mémoire. Avec le multipartisme, c’est terminé, le FLN appartient au peuple. Il faut (le) mettre dans un panthéon où il sera à l’abri des affairistes, des milliardaires et des trabendistes », précisant que les vétérans, à travers leur organisation, l’ONM, sont les seuls héritiers légitimes de ce sigle.

## Secrétaires généraux
- Mohammed Lahmar (1963-)
- Mohamed Cherif Abbas (1982- )[réf. souhaitée]
- Youcef Yalaoui[6]
- Mohamed Seghir Salhi[6]
- Ali Kafi (1990-1992)
- Saïd Abadou (ar) (jusqu'en 2019)
- Mohand Ouamar Benlhadj (intérim de 2019 à 2021)[7]
- Mohamed Ali Boughezala (2021-2024)[8]
- Khaled Djebbari (2024-)[9].